# 2003-as Formula–1 európai nagydíj
A 2003-as Formula–1 világbajnokság kilencedik futama az európai nagydíj volt.

## Futam
| Helyezés | Rajtszám | Versenyző             | Csapat/Motor     | Futott kör | Idő/Kiesés oka  | Rajthely | Pont |
| -------- | -------- | --------------------- | ---------------- | ---------- | --------------- | -------- | ---- |
| 1        | 4        | Ralf Schumacher       | Williams-BMW     | 60         | 1h34:43.622     | 3        | 10   |
| 2        | 3        | Juan Pablo Montoya    | Williams-BMW     | 60         | + 16.821        | 4        | 8    |
| 3        | 2        | Rubens Barrichello    | Ferrari          | 60         | + 39.673        | 5        | 6    |
| 4        | 8        | Fernando Alonso       | Renault          | 60         | + 1:05.731      | 8        | 5    |
| 5        | 1        | Michael Schumacher    | Ferrari          | 60         | + 1:06.162      | 2        | 4    |
| 6        | 14       | Mark Webber           | Jaguar-Cosworth  | 59         | + 1 kör         | 11       | 3    |
| 7        | 17       | Jenson Button         | BAR-Honda        | 59         | + 1 kör         | 12       | 2    |
| 8        | 9        | Nick Heidfeld         | Sauber-Petronas  | 59         | + 1 kör         | 20       | 1    |
| 9        | 10       | Heinz-Harald Frentzen | Sauber-Petronas  | 59         | + 1 kör         | 15       |      |
| 10       | 15       | Antônio Pizzonia      | Jaguar-Cosworth  | 59         | + 1 kör         | 16       |      |
| 11       | 12       | Ralph Firman          | Jordan-Ford      | 58         | + 2 kör         | 14       |      |
| 12       | 11       | Giancarlo Fisichella  | Jordan-Ford      | 58         | + 2 kör         | 13       |      |
| 13       | 18       | Justin Wilson         | Minardi-Cosworth | 58         | + 2 kör         | 19       |      |
| 14       | 19       | Jos Verstappen        | Minardi-Cosworth | 57         | + 3 kör         | 18       |      |
| 15       | 5        | David Coulthard       | McLaren-Mercedes | 56         | Kicsúszás       | 9        |      |
| Ki       | 21       | Cristiano da Matta    | Toyota           | 53         | Motorhiba       | 10       |      |
| Ki       | 16       | Jacques Villeneuve    | BAR-Honda        | 51         | Váltóhiba       | 17       |      |
| Ki       | 7        | Jarno Trulli          | Renault          | 37         | Üzemanyagnyomás | 6        |      |
| Ki       | 20       | Olivier Panis         | Toyota           | 37         | Kicsúszás       | 7        |      |
| Ki       | 6        | Kimi Räikkönen        | McLaren-Mercedes | 25         | Motorhiba       | 1        |      |

## A világbajnokság élmezőnyének állása a verseny után
| H  | Versenyzők         | Pont | H  | Konstruktőrök    | Pont |
| -- | ------------------ | ---- | -- | ---------------- | ---- |
| 1. | Michael Schumacher | 58   | 1. | Ferrari          | 96   |
| 2. | Kimi Räikkönen     | 51   | 2. | Williams-BMW     | 82   |
| 3. | Ralf Schumacher    | 43   | 3. | McLaren-Mercedes | 76   |
| 4. | Fernando Alonso    | 39   | 4. | Renault          | 52   |
| 5. | Juan Pablo Montoya | 39   | 5. | BAR-Honda        | 12   |

## Statisztikák
Vezető helyen:
- Kimi Räikkönen: 19 (1-15/22-25)
- Ralf Schumacher: 41 (16-21/26-60)

Ralf Schumacher 5. győzelme, Kimi Räikkönen 1. pole-pozíciója, 4. leggyorsabb köre.
- Williams 110. győzelme.

Jos Verstappen 100. versenye.